# Fairytale (Eneda-Tarifa-Lied)
Fairytale (englisch für Märchen) ist ein Lied der albanischen Sängerin Eneda Tarifa, mit dem sie Albanien beim Eurovision Song Contest 2016 vertrat. Zuvor gewann sie mit der Originalversion Përrallë das Festivali i Këngës 2015. Der Titel wurde von Olsa Toqi geschrieben.

## Hintergrund
Im Oktober 2015 wurde bekanntgegeben, dass Eneda Tarifa beim 54. Festivali i Këngës mit dem Titel Përrallë teilnehmen würde. Am 26. Dezember nahm sie am zweiten Halbfinale teil, aus welchem sie sich für das zwei Tage später stattfindende Finale qualifizieren konnte. Dieses gewann sie vor Aslajdon Zaimaj und Flaka Krelani.
Einige Zeit später wurde bekanntgegeben, dass Tarifa den Song auf Englisch beim Eurovision Song Contest vortragen werde. Ursprünglich sollte das Lied Fairytale Love genannt werden, aber man entschloss sich vor Veröffentlichung der überarbeiteten Version, es nur Fairytale zu nennen. Es wurde Mitte März 2016 samt Musikvideo veröffentlicht.
Die albanischsprachige Version Përrallë wurde Anfang Dezember 2015 auf der Internetseite von Radio Televizioni Shqiptar veröffentlicht. Außerdem erschien sie auf dem inzwischen nicht mehr erhältlichen 13. Teil der Kompilation Historia E Muzikës Së Lehtë Shqiptare. Es existiert vom Titel jedoch eine Single, die als Musikstream von GO Digital Music veröffentlicht wurde.

## Inhalt
Tarifa sagt, der Titel handelt von der Liebe und der Schwierigkeit eines Paares, lange zusammenzuleben und jede Situation durchzustehen. Letztendlich siege immer die Liebe.

## Beim Eurovision Song Contest

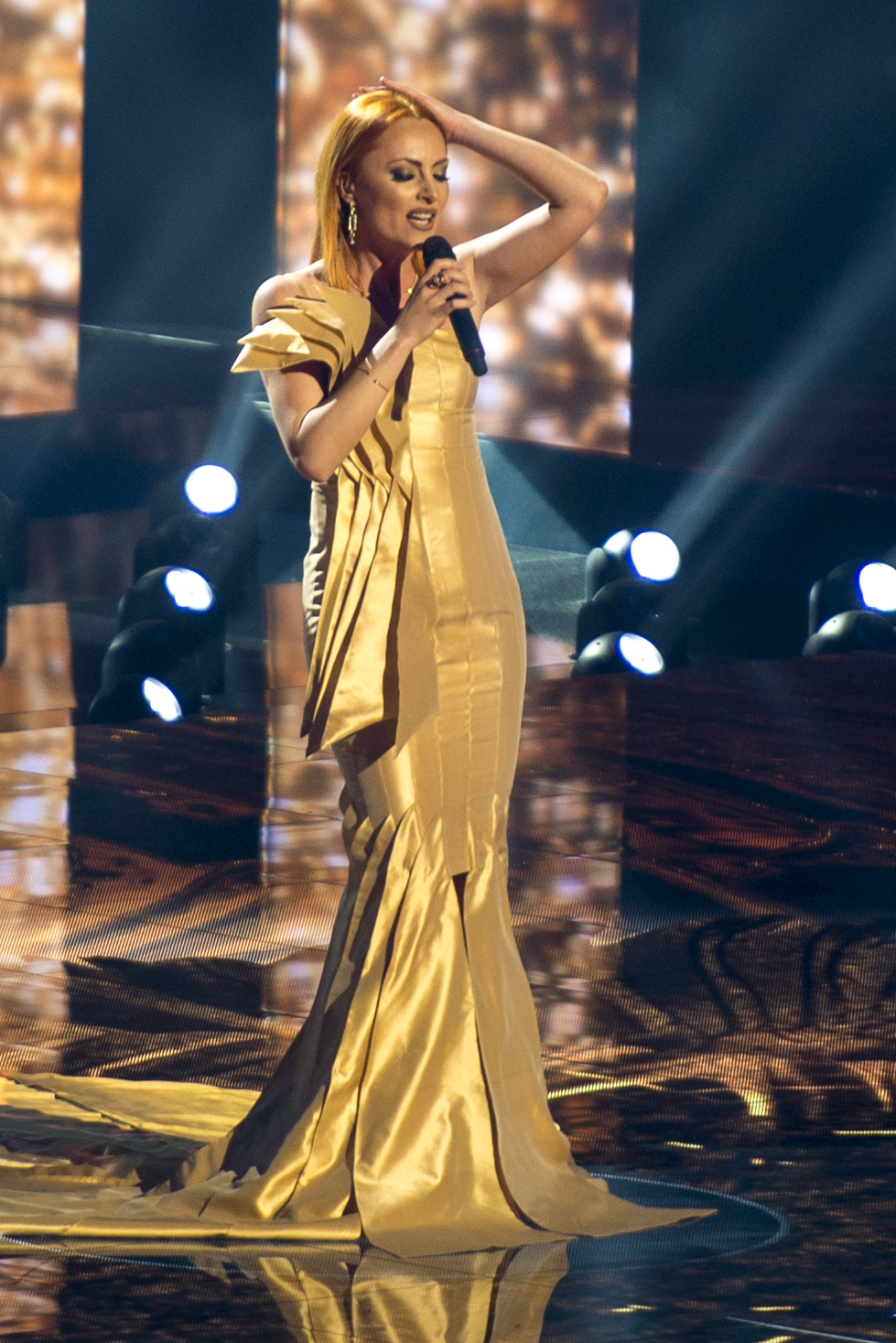
Tarifa auf der Bühne des Eurovision Song Contest 2016

Der Siegertitel beim Festivali i Këngës vertritt in der Regel Albanien beim kommenden Eurovision Song Contest. Im Januar 2016 wurde dem Land die Teilnahme im zweiten Halbfinale zugelost. Dieses fand am 12. Mai in Stockholm statt. Eneda Tarifa trat hierbei als 17. von 18 Teilnehmern zwischen den Titeln Midnight Gold und What’s the Pressure an. Albanien konnte sich in der folgenden Abstimmung nicht für das Finale qualifizieren. Das Land erhielt 35 Punkte aus der Zuschauerabstimmung, wobei Nordmazedonien die Höchstpunktzahl von 12 Punkten vergab. Zehn Punkte wurden insgesamt von der serbischen und bulgarischen Jury vergeben.
Tarifa wurde auf der Bühne von Xhoni Jesku, Besa Krasniqi und Venera Lumani begleitet. Letztere beiden waren in der Vergangenheit bereits am Festivali i Këngës anwesend. Krasniqi nahm im selben Jahr wie Eneda Tarifa teil, Lumani war 2013 and 2014 dabei. Jesku wurde durch ein Casting ausgewählt.

## Rezeption
Die Fanseite Wiwibloggs bezeichnete Përrallë als dunkel, dramatisch und energetisch. Lediglich das Ende hätte besser sein können, da der Titel unerwartet stoppe. Zwar brauche er einige Zeit, um sich entfalten zu können, aber er sei aus albanischer Sicht dem Grand-Prix-Gewinner Rise Like a Phoenix am Nächsten. Weiterhin sei die „Oh-oh-oh“-Bridge ein musikalisches Meisterstück. Die überarbeitete Version Fairytale wurde hingegen deutlich schlechter bewertet und als enttäuschend bezeichnet. Sie sei ein Beispiel dafür, wie ein Land seinen eigenem Lied den Krieg erklärt habe. Durch das neue Arrangement, welches statt der orchestralen Einflüsse einen Elektrobeat beinhaltet, habe das Lied sein cineastisches Gefühl, sowie an Dramatik verloren. Es sei kaum vorstellbar, dass man die englische Version als Verbesserung gegenüber Përrallë sehe.
Caroline Westbrook der britischen Metro schrieb, dass dieses Lied in keinem Verhältnis zu Alexander Rybaks Fairytale stehe. Wolfgang Zechner der Neuen Zürcher Zeitung meinte, die Interpretin versuche im zugehörigen Musikvideo erfolglos, „Gedankenreichtum auszustrahlen“ und trage ein Kleid, „das vorne ein Gesicht, wohl ihr eigenes, aufgemalt hat“.